# McBurneys punkt

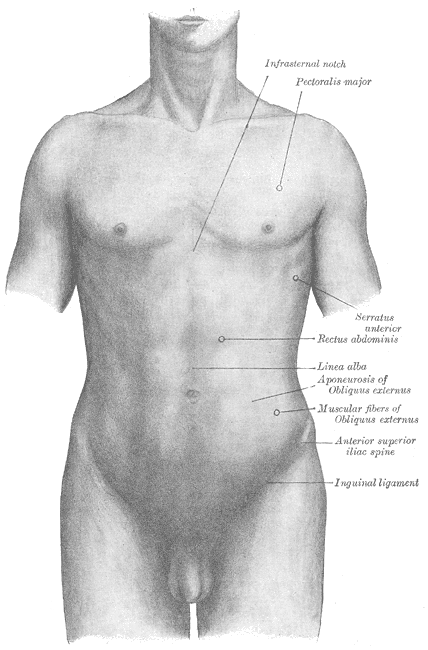
McBurneys punkt ligger på 1/3 av avståndet från höftbenet (spina iliaca superior anterior) till naveln på en tänkt linje till höger på nedre sidan av buken

McBurneys punkt är en anatomisk struktur döpt efter den amerikanske kirurgen Charles McBurney. McBurneys punkt ligger på 1/3 av avståndet från höftbenet (spina iliaca anterior superior) till naveln på en tänkt linje till höger på nedre sidan av buken. Punkten korresponderar till det vanligaste läget hos blindtarmen och man får ont vid McBurneys punkt vid appendicit (blindtarmsinflammation) vilket är en viktig kunskap för diagnos vid magont.